# Antimora
Genre
Antimora est un genre de poissons osseux (Ostéichthyens) à nageoires rayonnées (Actinopterygii).

## Liste des espèces
Selon FishBase (17 fev. 2016) et World Register of Marine Species (17 fev. 2016) :
- Antimora microlepis Bean, 1890
- Antimora rostrata (Günther, 1878)